# Vélizy-Villacoublay (tổng)
Tổng Vélizy-Villacoublay là một tổng của Pháp, tọa lạc tại tỉnh Yvelines trong vùng Île-de-France của Pháp.

## Phân chia hành chính
Tổng Vélizy-Villacoublay có 1 xã:
- Vélizy-Villacoublay: 20 342 dân